# Barbezieux-Saint-Hilaire

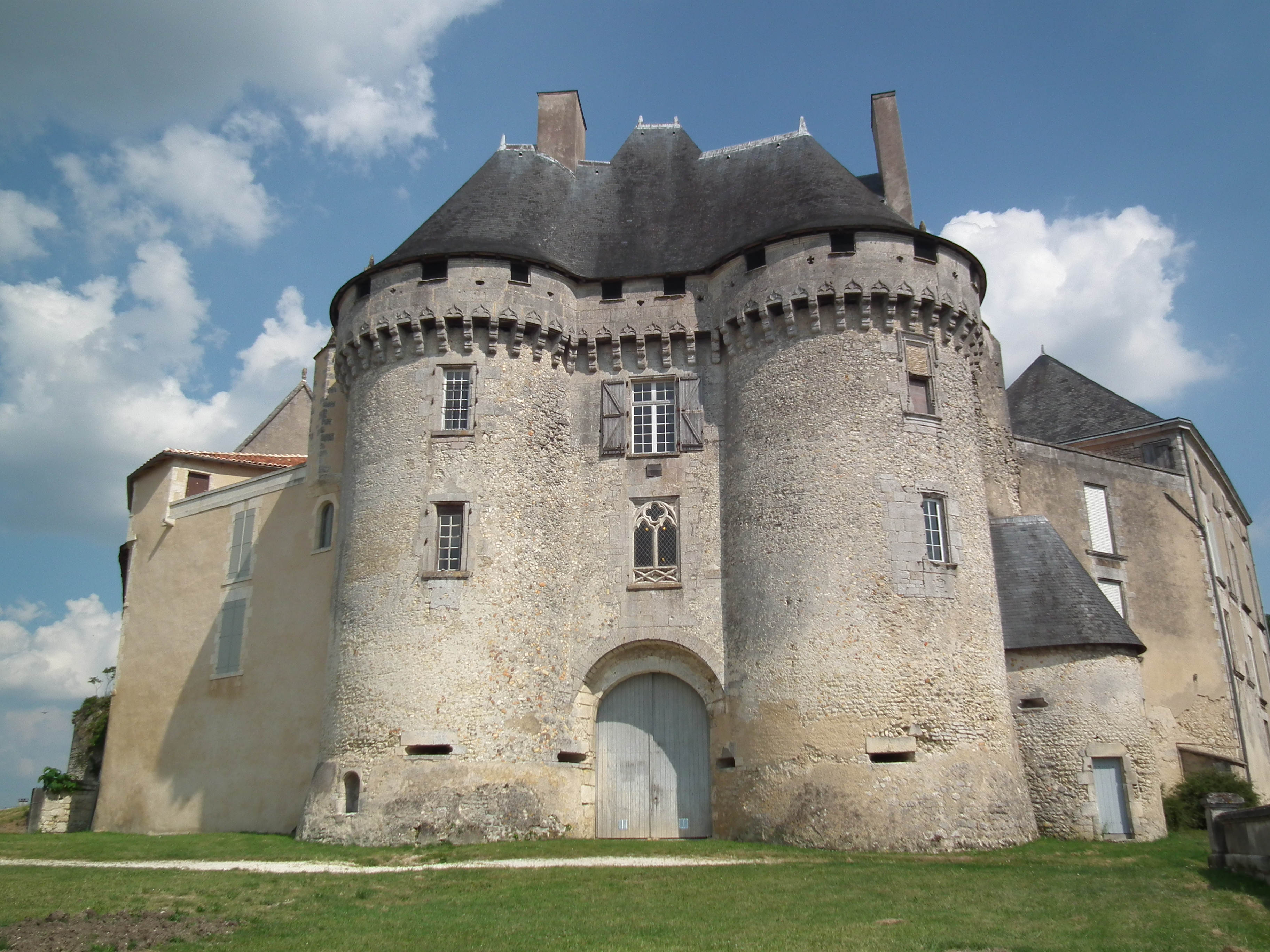
Burg

Barbezieux-Saint-Hilaire [baʁbəzjø sɛ̃t‿ilɛʁ] ist eine westfranzösische Gemeinde mit 4738 Einwohnern (Stand 1. Januar 2022) im Département Charente in der Region Nouvelle-Aquitaine. Der Ortsname Barbezieux stammt vom Mittellateinischen berbecilliam (franz.: bergerie; dt.: Schäferei); mittelalterliche Schreibweisen des Ortsnamens lauten Berbezillum (1161), Berbecillum (1214), Berbezis (1302), Barbezil (1347), Barbezillum (1351) bzw. Berbezieu (1428).

## Lage
Barbezieux liegt in einer Höhe von 105 Metern ü. d. M. etwa 34 Kilometer (Fahrtstrecke) südwestlich von Angoulême bzw. etwa 33 Kilometer südöstlich von Cognac im Südwesten der Kulturlandschaft des Angoumois an der Grenze zur Saintonge.

## Wirtschaft
Barbezieu diente im Mittelalter den umliegenden Dörfern und Weilern als Markt- und Handwerks- und Gerichtsort. Die Umgebung ist immer noch in hohem Maße landwirtschaftlich geprägt, wobei der Weinbau eine führende Rolle einnimmt: Die Kleinstadt liegt im Süden des Weinanbaugebietes von Cognac und gehört zur Lage der Petite Champagne; auch der Pineau des Charentes, eine Art Likörwein, wird hier hergestellt. Die Barbezieux-Hühnerrasse (poule de Barbezieux) ist überregional bekannt. In den Gewerbegebieten (zones industrielles) vor der Stadt haben sich mehrere kleine und mittelständische Industrieunternehmen (Lebensmittelverpackungen, Möbelherstellung, Landwirtschaftsmaschinen) angesiedelt.

## Bevölkerungsentwicklung
Die Kleinstadt Barbezieux-Saint-Hilaire entstand 1973 durch Zusammenlegung von Barbezieux und Saint-Hilaire-de-Barbezieux.
| Jahr      | 1975 | 1982 | 1990 | 1999 | 2007 | 2017 |
| Einwohner | 5198 | 5103 | 4774 | 4819 | 4645 | 4672 |

## Geschichte
Über die mittelalterliche Geschichte der Orte Barbezieu und Saint-Hilaire ist so gut wie nichts publiziert. Aus dem 11. Jahrhundert ist jedoch die Existenz einer Burg überliefert. Der Hundertjährige Krieg (1337–1453) richtete wohl keine Schäden an; die Hugenottenkriege (1562–1598) brachten jedoch erhebliche Zerstörungen – vor allem an der Kirche Saint-Mathias – mit sich. In den Jahren 1800 bis 1926 war Barbezieu Unterpräfektur (sous-préfecture) des Départements Charente.

## Sehenswürdigkeiten

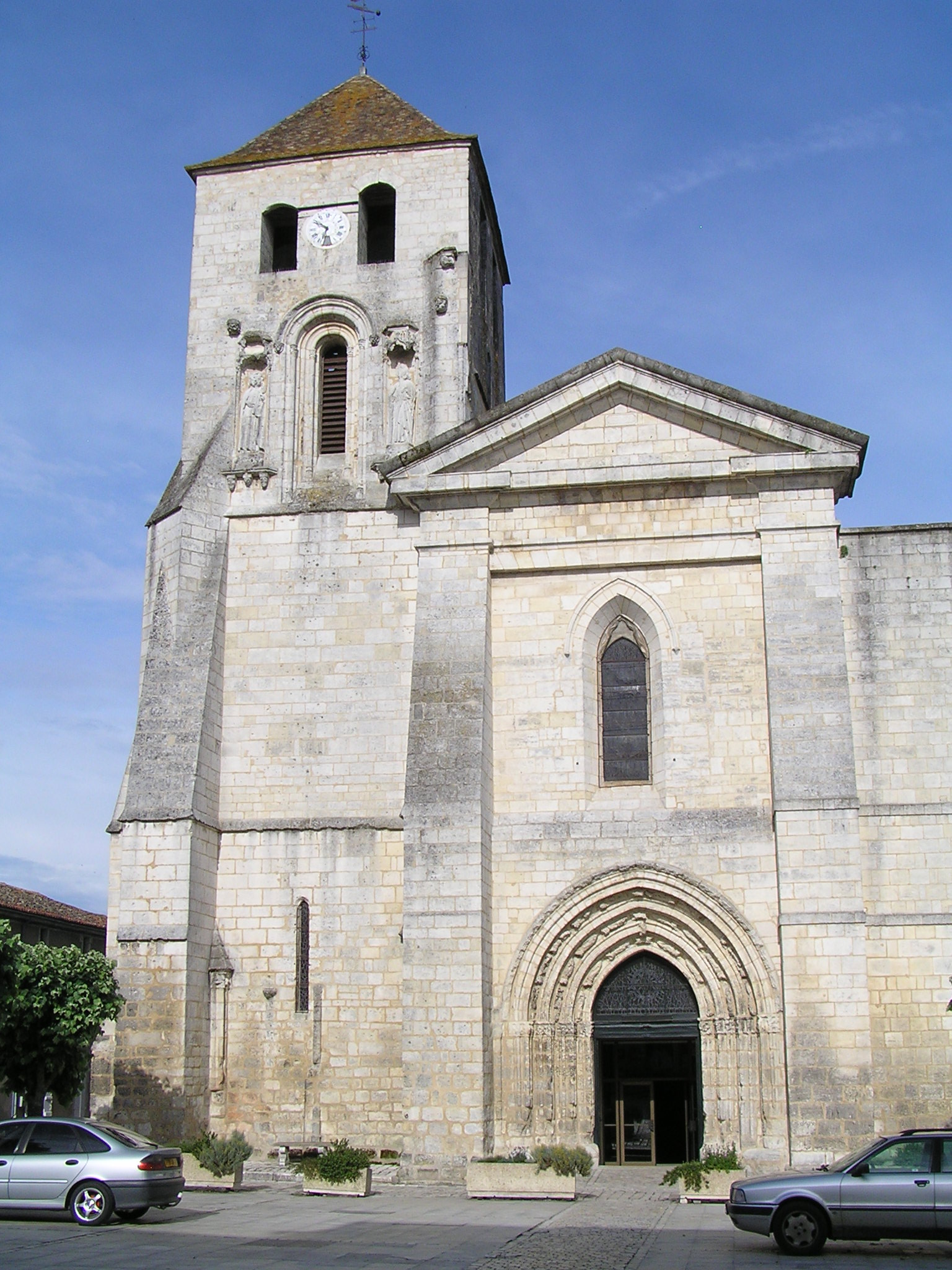
Kirche Saint-Mathias, Fassade

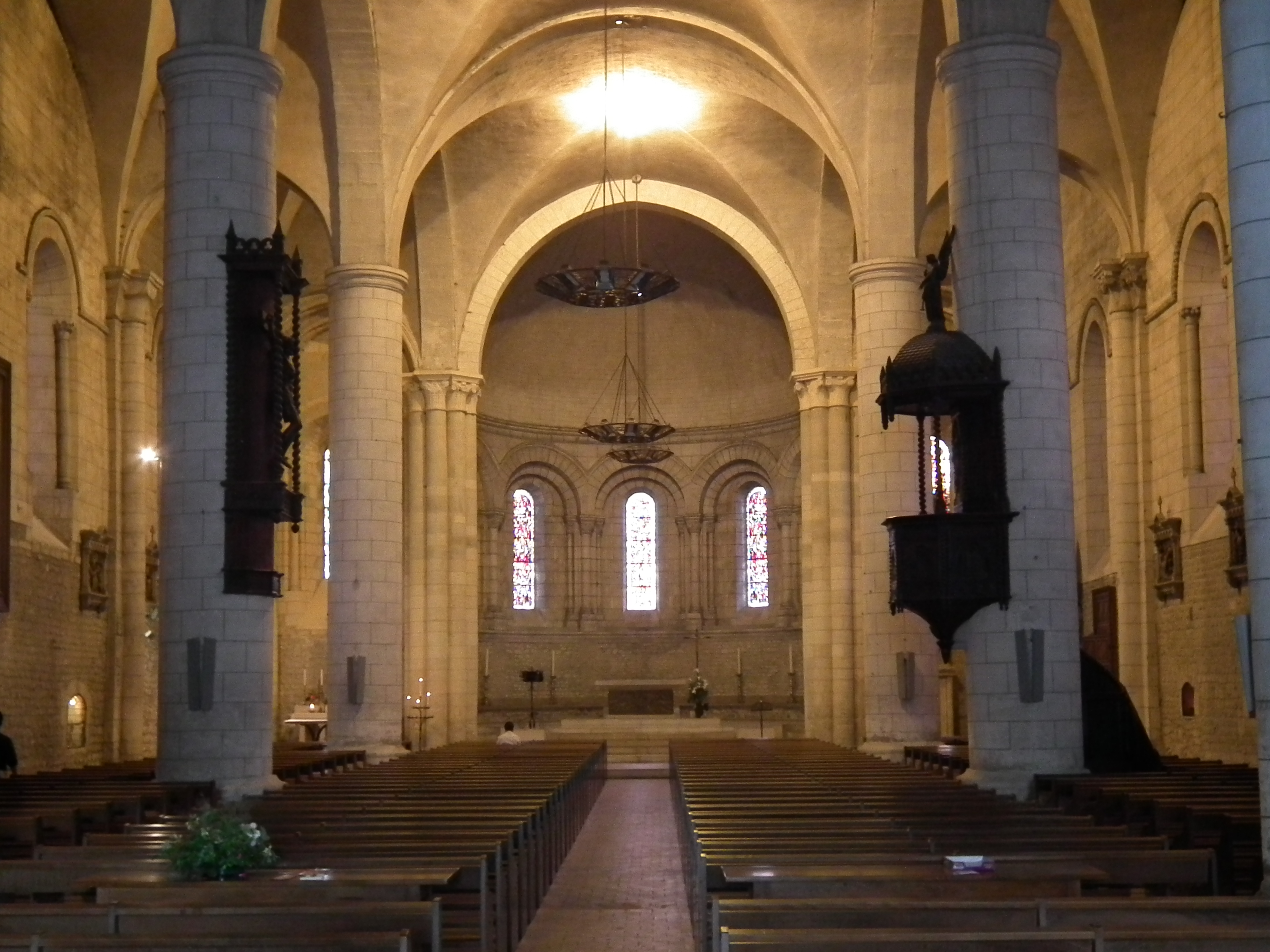
Kirche Saint-Mathias, Inneres

- Von der in der 2. Hälfte des 15. Jahrhunderts erbauten, aber im 19. Jahrhundert größtenteils abgerissenen mittelalterlichen Burg (château) stammt noch der mächtige Torbau mit seinen seitlichen Rundtürmen, die oben in einem umlaufenden leicht vorkragenden Wehrgang mit mâchicoulis abschließen. Dass die Burg an der Zeitenwende zwischen Mittelalter und Renaissance erbaut wurde, erkennt man an den Fenstern: Über dem Torbogen befindet sich ein gewölbtes gotisches Maßwerkfenster mit rechteckiger Einrahmung; die übrigen Rechteckfenster (noch ohne Fensterkreuz) entsprechen bereits dem neueren Typus der Renaissance. In der 2. Hälfte des 19. Jahrhunderts wurden die Annexgebäude, die als Bibliothek, Tourismusbüro etc. dienen, errichtet. Die Burg wurde im Jahre 1913 als Monument historique[1] klassifiziert.
- Die Kirche Saint-Mathias stammt in ihrer Grundstruktur aus dem 12. Jahrhundert; sie wurde jedoch mehrfach ergänzt und umgestaltet – so wurde der Glockenturm mit seiner im Erdgeschoss befindlichen Taufkapelle im 15. Jahrhundert hinzugefügt. Während der Hugenottenkriege wurde die Kirche zweimal schwer beschädigt und ihres kostbaren Reliquienschatzes beraubt; erst im 17. Jahrhundert wurde sie restauriert bzw. rekonstruiert. Der Dreiecksgiebel oberhalb der Fassade und die neoromanische Apsis stammen gar erst aus dem 19. Jahrhundert. Die beiden – leider bereits arg zerstörten – Figuren am Turm stellen die Apostel Petrus und Matthias dar; letzterer ersetzte Judas im Kreis der 12 Apostel (Apg 1,15-26 EU). Das spätromanische Archivoltenportal enthält Darstellungen der Tierkreiszeichen und der Monatsarbeiten. Die Weite der dreischiffigen, fünfjochigen  und kreuzgratgewölbten Hallenkirche ist beeindruckend (Länge 54,60 Meter; Breite 23,42 Meter). Die 26 Fenster mit ihren abstrakten Motiven wurden in den Jahren 1969–1971 vom Glaskünstler Georges Devêche aus Limoges gefertigt. Die Kirche wurde im Jahre 1948 als Monument historique[2] eingestuft. Nach der Kathedrale von Angoulême und der Kirche Saint-Léger in Cognac ist sie die drittgrößte des Départements.

## Persönlichkeiten
- Sylvie Bailly (* 1960), Fußballspielerin
- Philippe Besson (* 1967), Schriftsteller
- Jacques Chardonne (1884–1968), Schriftsteller
- Bernadette Constantin (* 1963), Fußballspielerin
- François Deguelt (1932–2014), Chansonsänger
- Geneviève Fauconnier (1886–1969), Schriftstellerin
- Henri Fauconnier (1879–1973), Schriftsteller
- Félix Gaillard (1919–1970), Politiker
- Corine Pelluchon (* 1967), Philosophin und Schriftstellerin
- Ernest Labrousse (1895–1988), Historiker
- Renaud Lavillenie (* 1986), Stabhochspringer
- Valentin Lavillenie (* 1991), Stabhochspringer

## Städtepartnerschaften
- Wolfratshausen, Bayern, Deutschland (seit 1970)
- Vignola, Emilia-Romagna, Italien (seit 1982)
- Chardonne, Kanton Waadt, Schweiz (seit 1986)